# غريغ كينغ
غريغ كينغ (7 أغسطس 1973 - ) (بالإنجليزية: Greg King)‏ هو لاعب كريكت جنوب أفريقي.